# 스페인의 인판타 마리아 테레사
《스페인의 인판타 마리아 테레사》(영어: The Infanta Maria Theresa of Spain) 또는 《14세의 인판타 마리아 테레사》(영어: The Infanta Maria Theresa aged 14)는 디에고 벨라스케스가 1653년에 그린, 스페인의 마리아 테레사를 묘사한 초상화이다. 이 당시 그녀는 약 13세였으며, 그림은 위와 아래가 잘려나갔으며, 현재 비엔나의 빈 미술사 박물관에 소장되어 있다.
이 작품은 벨라스케스가 말년에 작업한 초상화 중 가장 뛰어난 작품 중 하나로 여겨진다. 어두운 배경 속에서 밝은 드레스를 입고 당당한 자세로 서 있는 인물을 통해 위엄 있는 분위기를 자아낸다. 그녀가 들고 있는 두 개의 시계는 그림에 엄숙함과 격식을 더하며, 왼손에 쥔 손수건은 이 초상화의 하이라이트 중 하나로 꼽힌다.
벨라스케스와 그의 조수들은 인판타의 혼담을 위해 세 점의 초상화를 제작했으며, 이는 그녀의 결혼 상대 후보들에게 보내졌다.(결국 그녀는 루이 14세와 결혼하게 된다.) 나머지 두 점은 현재 보스턴 미술관과 루브르 박물관에 전시되어 있다.